# Peter Popesko
Peter Popesko (6. dubna 1925 Praha – 29. července 1993) byl slovenský veterinář, vysokoškolský pedagog, po sametové revoluci politik za Stranu demokratické levice a československý poslanec Sněmovny národů Federálního shromáždění.

## Biografie
Roku 1946 vystudoval státní gymnázium v Bardejově. Pokračoval studiem veterinárního lékařství na tehdejší Vysoké škole veterinární (dnes Veterinární univerzita Brno), kde již jako student začal pracovat na anatomickém ústavu pod vedením přednosty prof. MVDr. Jana Koldy, DrSc.
Záhy po promoci roku 1951 nastoupil na Veterinární vysokou školu v Košicích jako odborný asistent na Ústavu anatomie. Později byl přednostou tohoto ústavu a v letech 1959-1986 vedoucím Katedry anatomie, histologie a embryologie. V roce 1955 se stal docentem, roku 1964 mimořádným profesorem, roku 1968 obhájil obhájil titul DrSc. a roku 1976 byl jmenován řádným profesorem.  Byl členem vědecké rady časopisu Folia veterinaria a publikoval odborné práce z oboru veterinární anatomie. V roce 1987 ukončil vědeckou činnost a odešel do penze.

## Politická kariéra
Ve volbách roku 1992 byl za SDĽ zvolen do slovenské části Sněmovny národů. Ve Federálním shromáždění setrval do zániku Československa v prosinci 1992.